# Saint-Sébastian – Froissart (stanice metra v Paříži)

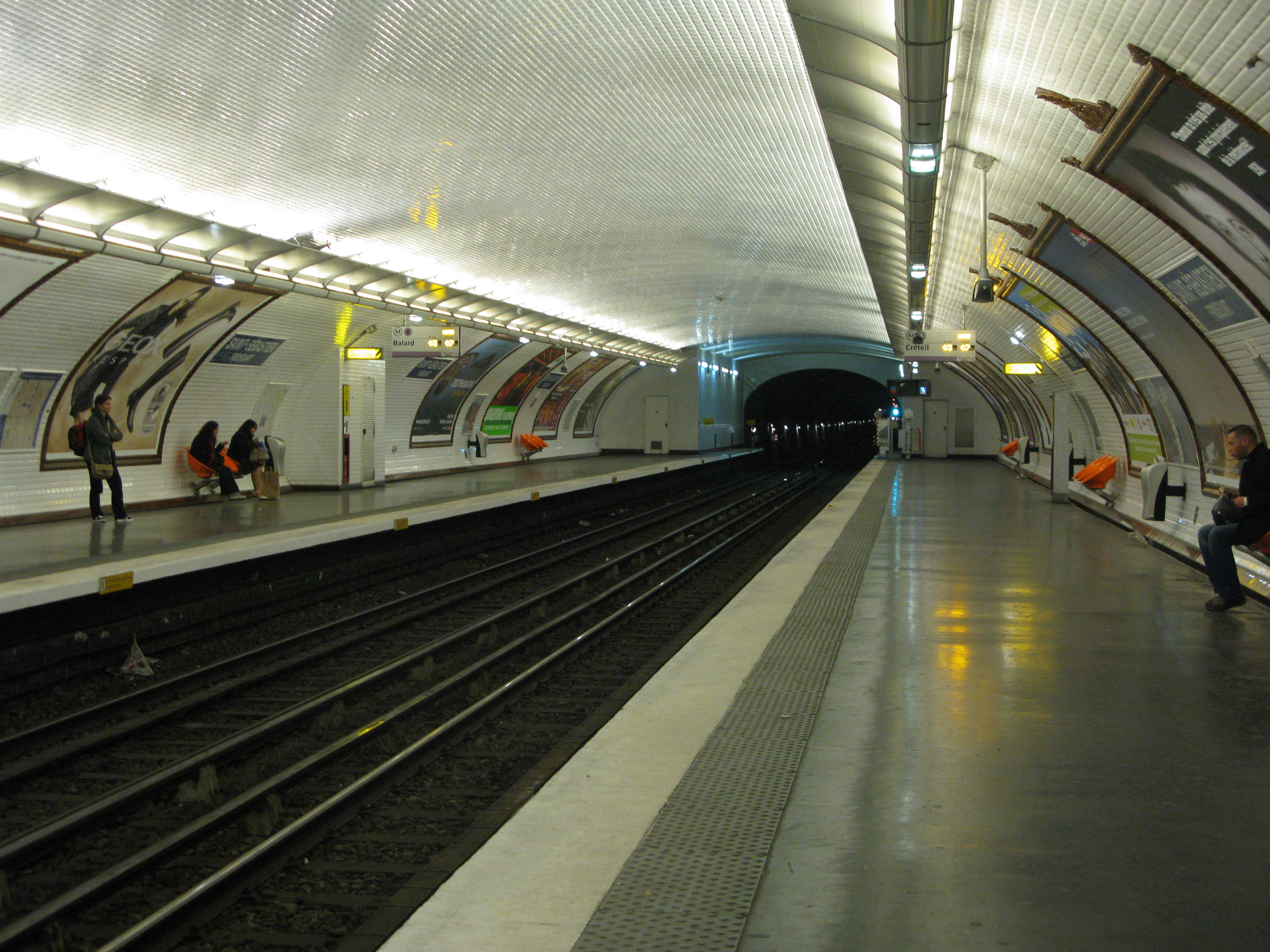
Nástupiště

Saint-Sébastien – Froissart je nepřestupní stanice pařížského metra na lince 8 na hranicích 3. a 11. obvodu v Paříži. Nachází se na křižovatce ulic Boulevard des Filles-du-Calvaire a Boulevard Beaumarchais.

## Historie
Stanice byla otevřena 5. května 1931 při zprovoznění úseku Richelieu – Drouot ↔ Porte de Charenton.

## Název
Stanice se původně jmenovala pouze Saint-Sébastien neboli svatý Šebestián podle nedaleké ulice (Rue Saint-Sébastien). 12. ledna 1932 byl název doplněn o jméno Froissart podle další ulice (Rue Froissart), která ústí na Boulevard des Filles du Calvaire. Byla pojmenována podle středověkého kronikáře Jeana Froissarta, který ve své Kronice stoleté války vylíčil události tohoto konfliktu.